# Truppenübungsplatz Stablack
Der Truppenübungsplatz Stablack war ein Truppenübungsplatz der deutschen Wehrmacht im Kreis Preußisch Eylau in Ostpreußen. Der nördliche Teil des Übungsplatzes wird heute noch von der russischen Armee genutzt, der südliche Teil befindet sich in Polen und wird nicht mehr militärisch genutzt.

## Geschichte

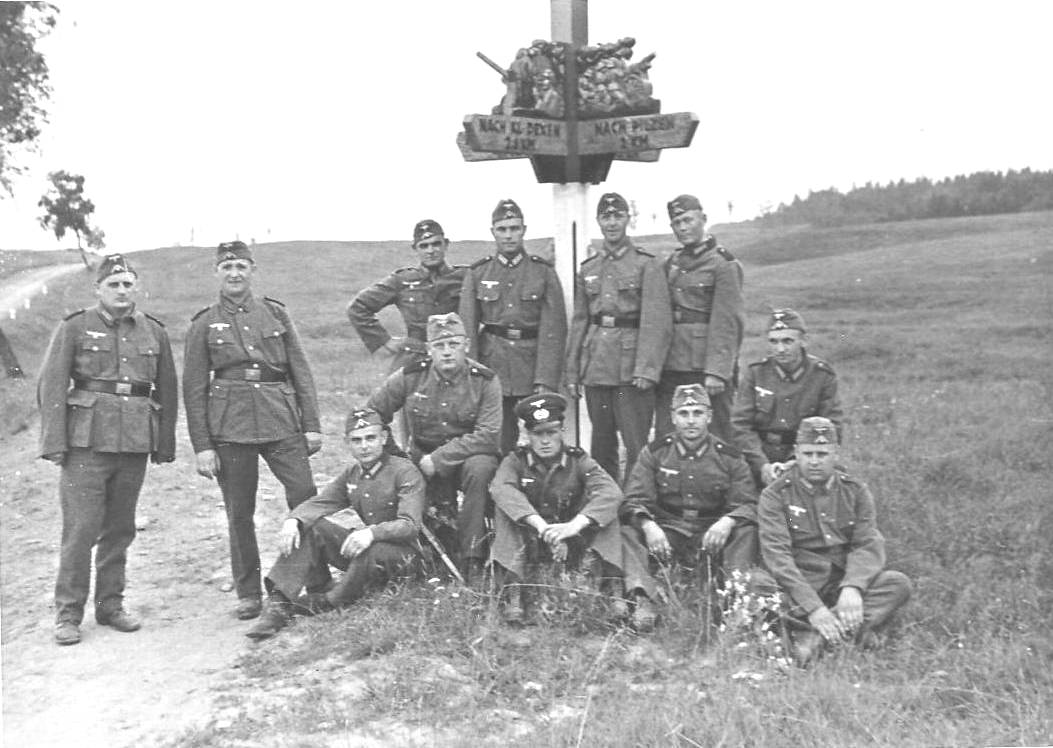
Soldaten der Wehrmacht auf dem Truppenübungsplatz Stablack

Die Anlage des Truppenübungsplatz Stablack erfolgte im Sommer 1934. Der eine Fläche von rund 10.000 Hektar umfassende Truppenübungsplatz wurde im östlichen Bereich des Stablack, zehn Kilometer westlich von Preußisch Eylau (heute russisch: Bagrationowsk) angelegt. Er war ab 1936 der zweite, neben dem Truppenübungsplatz Arys (heute polnisch: Orzysz), in Ostpreußen eingerichtete Truppenübungsplatze. Im Jahre 1937 wurde für die nahegelegene Heeresmunitionsanstalt (MUNA) ein Güterbahnhof unweit des Personenbahnhofs Stablack (54° 25′ 0″ N, 20° 31′ 26″ O) an der Bahnstrecke Heiligenbeil (russisch: Mamonowo)–Preußisch Eylau (Bagrationowsk) errichtet. Der Übungsplatz wurde von 1934 bis 1945 durch die deutsche Wehrmacht durchgehend genutzt. Ab 1939 befand sich auf dem Gelände des Truppenübungsplatzes das Kriegsgefangenenlager Stalag I A. Im Juni 1944 erfolgte hier die Aufstellung der SS-Freiwilligen Kompanie 101 (spanische). Im Jahre 1945 wurde das Gelände durch die Rote Armee erobert, die Kasernenanlagen wurden bis etwa 1949 als Internierungslager für Zivilisten sowie als Kriegsgefangenenlager genutzt. Die russisch-polnische Grenze teilt den Platz, im nördlichen Bereich erfolgt eine Nutzung durch die Rote Armee bzw. heute durch die russische Armee (54° 24′ 34″ N, 20° 28′ 51″ O). Der südliche, polnische Bereich wird zivil genutzt, auf dem Gelände des Lagers Süd (Kamińsk) befindet sich seit 1951 eine Strafanstalt (54° 19′ 13″ N, 20° 27′ 19″ O).

## Aufstellungsstandort
Im Verlauf des Zweiten Weltkrieges wurden auf dem Truppenübungsplatz verschiedene Großverbände aufgestellt. Beispielhaft:
- 542. Grenadier-Division
- 562. Grenadier-Division